# الجواسيس الذين أحبوني
الجواسيس الذين أحبوني هو مسلسل تلفزيوني كوري جنوبي من بطولة إريك مون، يون إن نا وليم جوهوان،عرض المسلسل على إم بي سي تي في في 21 أكتوبر 2020 وهو متاح على منصة آي جيي.

## القصة
تتحدث دراما “الجاسوس الذي أحبني” عن “جون جي هون” الذي يتنكر على أنه كاتب رحلات، لكنه في الواقع عميل سري للإنتربول، وظيفته كعميل سري وسيلةٌ لدعم نفسه مالياً كما أنه حالياً مطلق. كان متزوجاً من “كانج آه روم”، لكنهما انفصلا دون أن تعرف عن حياته السرية كجاسوس. تعمل “كانج آه روم” الآن كمصممة فساتين زفاف. قابلت “ديريك هيون” بعد طلاقها وتزوجا في النهاية. يعمل زوجها الحالي كمسؤول دبلوماسي ويبدو لطيفًا ودافئاً إلا أنه في الواقع جاسوس صناعي بدم بارد. يعامل زوجته بلطف، لكن لأجل عمله يمكن أن يفعل أي شيء لإنجازه. يحب زوجته بصدق، لكنه لا يستطيع مصارحتها بحقيقته.

## روابط خارجية
- الجواسيس الذين أحبوني على موقع IMDb (الإنجليزية)
- الجواسيس الذين أحبوني على موقع كينوبويسك (الروسية)
- الجواسيس الذين أحبوني على موقع قاعدة بيانات الفيلم (الإنجليزية)